# Société française d'égyptologie
Créée à Paris, en 1923, la Société française d'égyptologie (SFE) est une société savante qui regroupe les égyptologues et tous ceux qui s'intéressent à l'étude de l'Égypte, notamment à l'Égypte antique. Son siège est au Collège de France.

## Historique
Le souhait des membres fondateurs était de grouper les égyptologues et les personnes s'intéressant à l'étude de l'Égypte depuis ses origines jusqu'aux premiers siècles de l'Hégire afin de leur permettre d'échanger leurs vues sur toutes les questions concernant l'Égypte, d'entretenir des rapports tant avec les savants spécialistes des autres pays qu'avec le public français non initié à l'égyptologie et de publier des travaux relatifs à ces études.

### Liste des présidents
- 1923-1926 : Georges Aaron Bénédite
- 1927-1938 : Alexandre Moret
- 1938-1950 : Raymond Weill
- 1950-1956 : Pierre Montet
- 1956-1961 : Étienne Drioton
- 1961-1963 : Jean Sainte Fare Garnot
- 1964-1970 : Georges Posener
- 1970-1979 : Jean Leclant
- 1979-1980 : Jean Yoyotte
- 1980-1997 : Jean Vercoutter
- 1997-2009 : Dominique Valbelle
- 2009-2017 : Pierre Tallet
- 2017-2019 : Laurent Coulon
- 2019-2021 : Pierre Tallet
- Depuis 2021 : Chloé Ragazzoli

## Objectifs et action de la société
La SFE organise trois réunions par an dont le compte rendu et le texte complet des communications paraissent dans le Bulletin de la société française d'égyptologie (BSFE ; responsable de publication : Laetitia Gallet). Elle édite également la Revue d'égyptologie (RdE ; responsable de publication : Elsa Oréal), chaque tome publié annuellement aux Éditions Peeters.